# Cordon bleu (Solution)
Cordon bleu is het derde studioalbum van de Nederlandse band Solution.

## Inleiding
Na het album Divergence ontstond een moeilijke tijd voor de band. Emnes en Barlage moesten hun dienstplicht vervullen en er was onenigheid met Willemse over hoe nu toch verder. De muzikale onenigheden zouden destijds nog wel bijgelegd worden. Ondertussen hadden in Engeland Elton John en zijn vaste muziekproducent Gus Dudgeon muziek van Solution in handen gekregen en zagen wel wat in de band. Solution mocht onder Dudgeons leiding opnamen maken in de Rockfield Studios in Wales. De leden van Solution zagen daarin een springplank voor het uitbouwen van hun loopbaan. Een goede producer en een optimale geluidsstudio, die nog aangevuld werd door distributie door platenlabel Rocket Record Company (van Elton John). Solution was uitermate tevreden met Dudgeon, die iedere stem onafhankelijk kon laten klinken in het groepsgeheel; in de ogen van Progwereld één van de best geproduceerde platen binnen de progressieve rock in de jaren zeventig. Een goed gevoel bij de opnamen werd nog versterkt omdat een aantal nummers al tijdens concerten gespeeld en bijgeschaafd waren. Waar de band voorheen alles nog in de studio moest uitvinden, lag bij Cordon bleu al een heleboel vast. Willemse zou later vertellen dat het album als een conceptalbum klinkt; het ene nummer sluit goed aan op het volgende. Het was destijds het album, dat het meest in de visie van de band paste. 
Om het album te ondersteunen kwamen er optredens waarbij Solution gebruik kon maken van een nieuwe geluidsinstallatie. Deze zou ook meegaan naar Engeland en de Verenigde Staten, maar Rocket Record Company zag optreden in de VS niet zitten. 
De titel verwijst naar de luxe omstandigheden tijdens de opnamen; er was een gediplomeerd kok ingeschakeld. De hoes werd ontworpen door de in popkringen bekende hoesontwerper Hipgnosis.

## Musici
- Tom Barlage – altsaxofoon, sopraansaxofoon, dwarsfluit (track 4), percussie
- Willem Ennes – toetsinstrumenten
- Guus Willemse – basgitaar (Fender Precision), zang, gitaar (tracks 1, 5)
- Hans Waterman – drumstel

Met
- Frankie Fish – achtergrondzang
- Michiel/Chiel Pos – tenorsaxofoon (tracks 2,3 5) en akoestische gitaar (6,7)

## Muziek
| Nr. | Titel                                                                    | Duur  |
| --- | ------------------------------------------------------------------------ | ----- |
| 1.  | Chappaqua (Barlage, Ennes, Waterman)                                     | 10:33 |
| 2.  | Third line, part 1 (Barlage, Ennes, Willemse, Michiel Pos, Frankie Fish) | 1:39  |
| 3.  | Third line, part 2 (Barlage, Ennes, Waterman)                            | 5:45  |
| 4.  | A song for you (Willemse, Fish)                                          | 3:53  |
| 5.  | Whirligig (Barlage, Ennes, Willemse)                                     | 9:01  |
| 6.  | Last detail, part 1 (Barlage, Ennes, Willemse, Pos, Fish)                | 2:48  |
| 7.  | Last detail, part 2 (Barlage, Ennes, Waterman, Willemse)                 | 2:42  |
| 8.  | Black pearl, part 1 (Barlage, Willemse, Pos, Fish)                       | 1:14  |
| 9.  | Black pearl, part 2 (Barlage, Ennes)                                     | 5:01  |

Chappaqua (intro met hoofdthema, middelstuk en thema) is een eerbetoon aan popzaal Chappaqua in Groningen, dat in 1973 afbrandde. Chiel Pos zou niet meegaan op tournee.

## Nasleep
Al voor de uitgifte van het album waren al nummers te horen tijdens optredens, waarvan er één in poptempel Paradiso plaatsvond. Daarbij waren ook Kaz Lux en John Schuursma aanwezig. A song for you werd samen met een verkorte versie van Chappaqua op single uitgebracht, zonder de hitparades te halen.
In juni 1976 trad Solution samen met Alquin op in Carré in het kader van het Holland Festival; de recensent van dienst Peter Koops van het NRC Handelsblad hoorde dat beide bands nog niet volwassen genoeg waren voor een dergelijk grote zaal.
Afgaande op de Album Top 20 van 1975/1976 werd Cordon bleu het best verkochte album van Solution. Het stond acht weken genoteerd met een piek op plaats 7. De plaatsen 1 tot en met 6 waren vergeven aan (inter)nationale topacts: 1: Queen: A night at the opera, 2: George Baker Selection: A song for you, 3: Thijs van Leer: Introspection 2, 4: John Denver: Windsong, 5: Sailor: Trouble en 6: Fons Jansen: Kwartetten.